# Nizica
Nizica (potocznie Niezdobna) – rzeka o długości 2,3 km, wypływająca z jeziora Trzesiecko w Parku Miejskim w Szczecinku, następnie przypływająca przez miasto, rozległe trzęsawiska i uchodząca do jeziora Wielimie. 
Trzesiecko zbiera wody Kanału Radackiego i Lipowego Potoku.
Do 1945 r. poprzednią niemiecką nazwą rzeki była Nisedop-Fluss. W 1949 r. ustalono urzędowo polską nazwę Nizica.